# Hypogastrura longimucrona
Hypogastrura longimucrona är en urinsektsart som beskrevs av Lee och Choe 1979. Hypogastrura longimucrona ingår i släktet Hypogastrura och familjen Hypogastruridae. Inga underarter finns listade i Catalogue of Life.